# 中國集成控股
中國集成控股有限公司，簡稱中國集成控股（英語：China Jicheng Holdings Limited，港交所：1027），在1994年，由黃文集（主席）、陳解懮、陳瑞鑫等人，於福建晉江（總部）成立「福建省晉江市集成雨具實業有限公司」（已改組為「福建集成伞业有限公司」），前身為「集成傘業控股有限公司」。
業務在中國內地和全球經營研发、生产和销售晴雨伞、环保塑胶伞。
股份在2015年2月13日於港交所主板上市，招股價為1.1至1.6港元，全球發行新股為1.5億股，最終招股定價為1.1港元。
2015年5月14日，證監會公佈於2015年4月27日該公司大股東加上另外16名股東持股達99.02%，只有0.98%股權由其他投資者持有，而該公司股價在2015年4月間以倍數上升，4月27日之收市價為20.10港元。
2015年6月，1股分拆為25股。
2015年8月6日，該公司宣佈已更名為「中國集成控股有限公司」。
2016年4月，1股分拆為5股。
2017年7月，股價跌至0.01港元。2017年10月10日，每20股合為1股。

## 外部連結
- jcumbrella.com（页面存档备份，存于）
- https://web.archive.org/web/20160304204231/http://chinajichengcn.h217.000pc.net/